# Gemeinschaft für demokratische Wahl
Die Gemeinschaft für demokratische Wahl (Community of Democratic Choice; CDC) ist eine internationale Organisation, die am 2. Dezember 2005 von neun postkommunistischen Transformationsstaaten in Kiew gegründet wurde. Ziel der Organisation ist die Unterstützung der Demokratiebewegungen dieser Region.

## Mitglieder

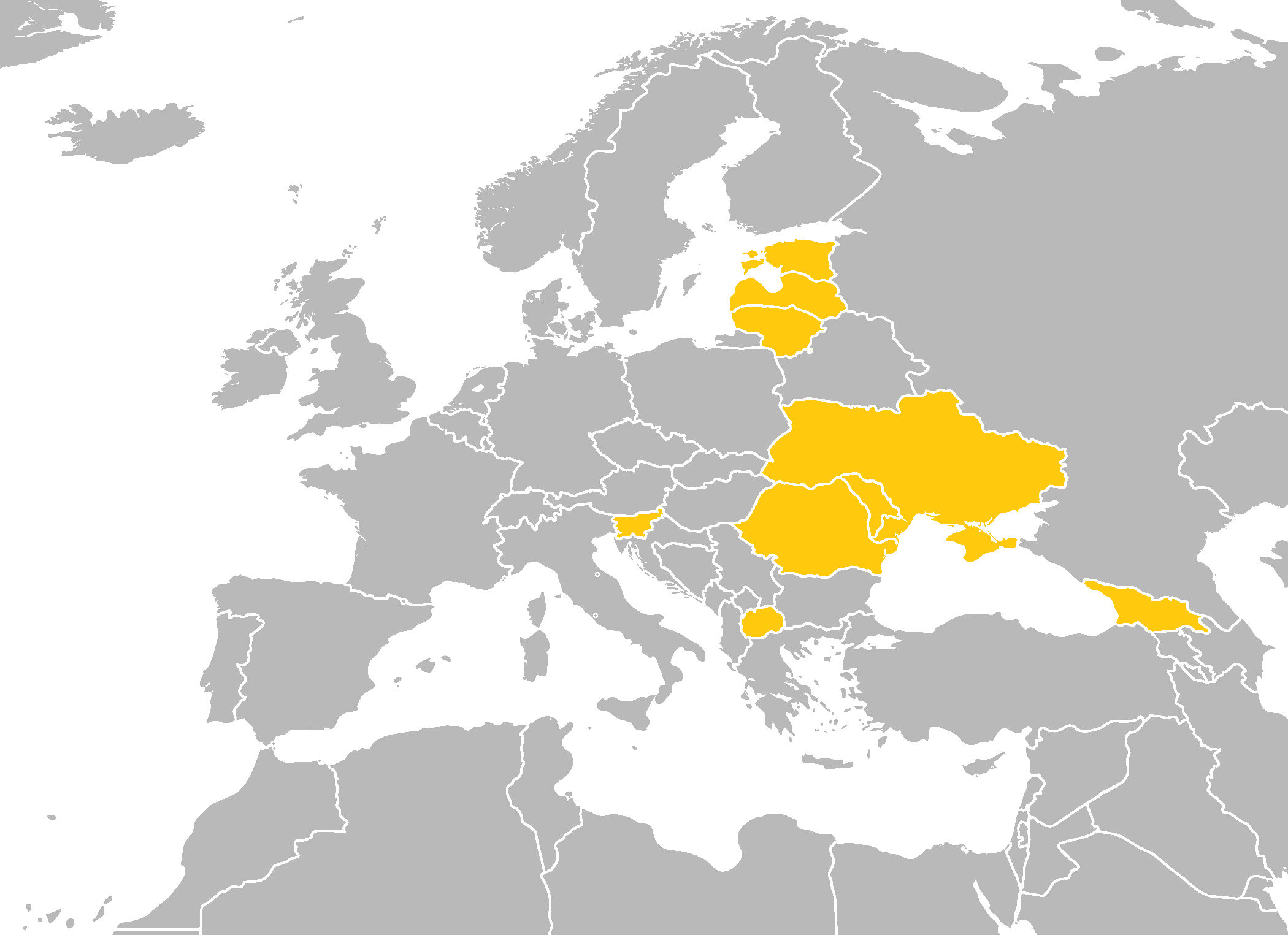
Gemeinschaft für demokratische Wahl

Folgende Staaten unterzeichneten die Erklärung von Kiew:
- Estland
- Georgien
- Lettland
- Litauen
- Nordmazedonien
- Moldau
- Rumänien
- Slowenien
- Ukraine

## Geschichte
Die Gemeinschaft für demokratische Wahl (CDC) hat als eine Art Vorgängerorganisation die Organisation GUUAM, aus der nach dem Austritt Usbekistans die GUAM-Staaten wurden. Die Gründung der CDC geht auf eine Initiative des ukrainischen Präsidenten Wiktor Juschtschenko und des georgischen Präsidenten Micheil Saakaschwili zurück. In der so genannten Erklärung von Bordschomi im August 2005 erklärten sie die Absicht, eine Gemeinschaft für demokratische Wahl zu gründen.
Während einer Konferenz am ersten und zweiten Dezember 2005 in Kiew wurde von den Staaten Estland, Georgien, Litauen, Lettland, Mazedonien, Moldawien, Rumänien, Slowenien und der Ukraine die Erklärung von Kiew unterzeichnet, die als Grundlage der CDC gilt. Als Beobachter der Konferenz nahmen Delegationen aus Aserbaidschan, Bulgarien, Polen, Tschechien, Ungarn, der USA, einigen EU-Staaten und der OSZE teil.

## Ziele
Die Gemeinschaft für demokratische Wahl hat als wichtigstes Ziel die Unterstützung der Demokratiebewegungen der Baltik-Schwarzen-Meer-Region. Sie betrachtet sich dabei selbst als Forum für den gegenseitigen Austausch staatlicher und nicht-staatlicher Akteure. So sollen nicht nur die demokratischen Bewegungen in den Mitgliedstaaten und die Kooperation untereinander verbessert werden, sondern auch die Prozesse auf die gesamte Region überspringen.

## Vilnius Conference 2006
Die Konferenz der CDC in Vilnius wurde von Gästen aus Europa und den USA beobachtet. Die Veranstaltung stand unter dem Motto Gemeinsame Visionen für eine gemeinsame Nachbarschaft (Common Visions for a common neighbourhood). Weitestgehend unbemerkt von westeuropäischen Medien wurde die Konferenz in Russland und Weißrussland vor allem aufgrund der kritischen Äußerungen des amerikanischen Vize-Präsidenten aufgenommen.
Der georgische Präsident Micheil Saakaschwili kündigte bei der Veranstaltung an, dass die CDC mittelfristig eine feste Organisationsstruktur erhalte. Während der Konferenz waren allerdings keine Vertreter Mazedoniens und Sloweniens anwesend. Dafür war neben dem litauischen Präsidenten Valdas Adamkus auch der polnische Präsident Lech Kaczyński Gastgeber der Veranstaltung.
Im Rahmen der Vilnius Conference wurde die Jugendorganisation Youth Forum of Europe’s New Democracies gegründet.

## Konferenzen
- 1.–2. Dezember 2005: Kiew, Ukraine
- 9.–10. März 2006: Tiflis, Georgien
- 1.–4. Mai 2006: Vilnius, Litauen, Offizielle Website